# George Alexander
George Alexander, född 19 juni 1858, död 15 mars 1918, var en brittisk skådespelare och teaterledare.
Alexander var från 1879 anställd vid Lyceum Theatre i London under Henry Irving, och ledde från 1891 S:t James Theatre, som han i enlighet med sin egen betydande skådespelarbegåvning gjorde till den eleganta salongkomedins mondäna hem. George Alexander blev adlad 1911.